# Tjeerd Adema
Tjeerd (Nicolaas) Adema (Middelburg, 9 november 1885 – Alkmaar, 30 september 1960) was van 1918 tot 1950 hoofdredacteur van de Alkmaarsche Courant. Daarnaast schreef hij kinderboeken en romans voor volwassenen, en bekleedde hij diverse openbare functies.

## Journalist
Tjeerd Adema doorliep in zijn geboorteplaats Middelburg de hogereburgerschool (hbs), werkte enige tijd in een apotheek en werd in 1910 leerling-journalist bij de Middelburgsche Courant. In 1912 werd hij als redacteur-verslaggever aangesteld bij de Goesche Courant, waar hij al na twee jaar hoofdredacteur werd. In 1918 werd Adema hoofdredacteur van de Alkmaarsche Courant, wat hij tot 1950 zou blijven.
In het bericht waarin Adema zich op 2 maart 1918 voorstelde aan de Alkmaarse lezers, schreef hij onder meer: 'Zoolang ik het vertrouwen van het bestuur der Alkmaarsche Courant mag genieten, zal ik er als hoofdredacteur naar streven om bovenal eerlijk en onpartijdig te zijn. [...] Dit blad moet vóór alles blijven, wat het tot nu toe geweest is, de vriend en raadsman van zijn lezers, het orgaan, dat hen bovendien een onpartijdig onderzoek en een eerlijke meeningsuiting over alle op den voorgrond tredende vraagstukken waarborgt.'
Een objectief beeld van Adema’s werkzaamheid als journalist valt zonder nader onderzoek nauwelijks te geven. De voornaamste bronnen over zijn carrière zijn krantenartikelen naar aanleiding van de feestelijke huldigingen bij zijn veertigjarig jubileum in 1950 en bij het besluit van zijn loopbaan in 1960. Bij die gelegenheden werd zeer lovend over hem gesproken en geschreven. In 1950 wees een van de sprekers erop dat Adema in de bezettingstijd (de Tweede Wereldoorlog, 1940-1945) van NSB-zijde een 'certificaat van onbekwaamheid' had gekregen – hij was dus 'goed' geweest. Dezelfde spreker zei over Adema dat hij 'gewone dingen ongewoon goed' deed.
Na zijn aftreden als hoofdredacteur van de Alkmaarsche Courant in 1950 is Tjeerd Adema daar nog tien jaar werkzaam gebleven, eerst als leider van de rubriek stadsnieuws en ten slotte alleen nog als schrijver van de raadsoverzichten van de Alkmaarse gemeenteraad, een taak die hij 42 jaar lang met grote zorgvuldigheid heeft verricht. In 1960 suggereerde een van de feestredenaars voorzichtig dat Adema’s raadsverslagen wel erg goed, maar aan de lange kant waren.
Behalve om zijn journalistieke werk werd Adema geroemd om zijn gevarieerde maatschappelijke activiteiten. Hij was lid geweest van talloze comités en van het hoofdbestuur van de Nederlandse Journalistenkring, en er werd speciaal gewezen op zijn inzet voor de Openbare Leeszaal en het behoud van de Alkmaarse kaasmarkt, en zijn succesvolle fondsenwerving voor de bouw van een ziekenhuis.

## Vertaler en romanschrijver
Naast zijn werk als hoofdredacteur was Tjeerd Adema een productief schrijver van romans voor volwassenen en kinderen. De aanzet hiertoe schijnt te zijn gegeven doordat de Alkmaarse kinderboekenuitgever Kluitman hem verzocht een Nederlandse vertaling te maken van een Duits jongensboek: John Workmann der Zeitungsboy: eine Erzählung aus der amerikanischen Grossindustrie (1925) van Hans Dominik. In Adema’s vertaling kreeg dit boek, dat werd geïllustreerd door Tjeerd Bottema, de titel John Pitt, van krantenjongen tot millionair (1926). Dit is de oorsprong van de nog altijd bekende formule van krantenjongen tot miljonair als karakteristiek van de indrukwekkende carrière van een selfmade rijkaard. Wie deze gevleugeld geworden titel heeft bedacht – Adema of de uitgever – is niet bekend.
Adema’s eigen romans behoren merendeels tot het avontuurlijke genre. Een van de bekendste, De dood van apotheker Dekkinga uit 1943, speelt zich deels af op de redactie van een krant. Dit boek is als hoorspel voor de radio bewerkt en in 1955 herdrukt als nummer 1 van de Zwarte Beertjes.